# Manihot pilosa
Manihot pilosa är en törelväxtart som beskrevs av Johann Baptist Emanuel Pohl. Manihot pilosa ingår i släktet Manihot och familjen törelväxter. Inga underarter finns listade i Catalogue of Life.